# Ionizáció

Az atomok első ionizációs energiája a rendszám függvényében

Ionizációnak nevezzük azt a folyamatot, amikor egy atomból vagy molekulából elektromos töltéssel rendelkező ion keletkezik elektromosan töltött részecskék (elektronok vagy ionok) hozzáadásával vagy elvételével.
Az ionizáció folyamata függ attól, hogy pozitív vagy negatív töltésű ion keletkezik. Az atomban az elektronok „elektronhéjakon” helyezkednek el. A külsőbb héjra csak akkor kerülhet elektron, ha a belsőbbek már telítettek. Ha valamilyen okból a külső héjról elektron távozik - azaz annyi energiát nyel el, amelynek segítségével legyőzi az adott pályára jellemző vonzerőt-, az atom negatív töltéseinek száma csökken, miközben az atommag pozitív töltése változatlan marad; így az atom „kifelé” mutatott semlegessége megszűnik, és összességében pozitív töltésű lesz. Az atomok ionizálásához szükséges energiamennyiséget nevezik ionizációs energiának. A pozitív töltéssel bíró atomot pozitív ionnak vagy kationnak nevezik. 
Ezzel ellentétben, amennyiben az atom külső héjára egy vagy több szabad elektront fog be, akkor az atom negatív töltéseinek száma nő, (miközben pozitív töltése változatlan), így az atom kifelé negatív töltést mutat, negatív ionná, anionná válik.
Nagyon általánosan az ionizációnak két fajtája van: a szekvenciális és a nem-szekvenciális ionizáció. A klasszikus fizika törvényei értelmében csak szekvenciális ionizációra kerülhet sor, míg a kvantummechanika megengedi a nem-szekvenciális ionizációt is.

## Ionizáció a klasszikus fizika szerint
A klasszikus fizika és a Bohr-féle atommodell alapján az ionizáció szigorúan determinisztikus folyamat, amelyben az elektronnak minden esetben meg kell szerezni az ionizációs energiát ahhoz, hogy ki tudjon szabadulni és létre tudjon jönni a pozitív töltésű ion.

### Pozitív ionizáció
A klasszikus fizikai rendszerben az ionizáció csak akkor mehet végbe, ha az elektron elnyeli a jelenlegi energiaszintje és a legnagyobb lehetséges energiaszint közötti különbséget. Egy alapállapotban lévő hidrogénatom esetében az ionizációs energia  13,6 eV, vagyis ennyi energiát kell elnyelnie az elektronnak, hogy szabad elektronná váljon.
Amennyiben ennél kevesebb energiát nyelt el, akkor az elektron csak egy magasabb pályára lép (Bohr-féle modell alapján) és ott kering, amíg az elnyelt energiát ismét ki nem sugározza és visszatért a lehetséges legalacsonyabb energiaszintre.

### Negatív ionizáció
Egy szabad elektront csak akkor tud befogni a semleges töltésű atom, ha annak energiája megegyezik vagy nagyobb az elektrosztatikus taszítóerő értékével (elektronaffinitás). Ekkor a befogott elektron a legalacsonyabb szabad pályán fog keringeni, míg a korábbi és a jelenlegi energiaszintje közötti különbséget sugárzás formájában bocsátja ki.

### Szekvenciális ionizáció
A klasszikus fizikai törvényei értelmében az ionizáció csak szekvenciálisan mehet végbe, azaz egy 2+ (kétszeresen pozitív töltésű) iont csak egy 1+ (egyszeresen pozitív töltésű) ionból vagy egy 3+ (háromszorosan pozitív töltésű) ionból lehet előállítani.

## Ionizáció a kvantummechanikában
A kvantummechanikában az ionizáció végbemehet a klasszikus fizika törvényei szerint, de ugyanakkor megengedi az ionizációs csatornát is.

### Ionizációs csatorna
A klasszikus fizika szerint az elektronnak el kell nyelnie azt a minimális ionizációs energiát, amely szükséges az elektron eltávolításához. A kvantummechanika megengedi, hogy az elektron ennél kisebb energia elnyelése után, mintegy csatornán át, kilépjen az atomból. Ezt a jelenséget az elektronok esetében is fellépő hullám-részecske kettősség okozza. Annak a valószínűsége, hogy az elektron ki tud lépni az atomból, egyenesen arányos az általa elnyelt energia mennyiségével.

## Szerepe az áramvezetésben
A gázokban – például a kozmikus sugárzás hatására – mindig vannak töltött részecskék. Ha ezekre erő hat, a pozitív és negatív töltésű részecskék ellentétes irányú mozgásba kezdenek. E pozitív és negatív töltésű részecskék vonzzák egymást, ezért egymással találkozva semleges részecskévé egyesülnek (rekombinálódnak), és a továbbiakban a villamos áramlásban nem vesznek részt. Így összességében elenyésző áram folyik. 
A töltött részecskékre ható erőt növelve azonban azok sebessége megnő, így tehetetlenségüknél fogva a vonzóerő ellenére elhaladnak egymás mellett, a rekombinációk száma csökken, és az áram nő. A mozgatóerőt tovább növelve e részecskék annyira felgyorsulhatnak, hogy egy semleges molekulába ütközve azt elektronokra és pozitív ionokra robbanthatják szét (ütközéses ionizáció). Az így létrejött pozitív és negatív ionok szintén nagy sebességgel ellentétes irányba haladnak, és újabb ütközések révén további ionokat hoznak létre, emiatt a gázban a villamos áram megnövekszik.